# Rainer Schütterle
Rainer Schütterle (* 21. März 1966 in Kehl) ist ein ehemaliger deutscher Fußballspieler.
Schütterle begann seine Karriere beim Karlsruher SC, wo er 1985 vom Amateur- in den Profikader wechselte und für den KSC in der 2. Bundesliga spielte. Als der KSC 1987 in die Bundesliga aufgestiegen war, wechselte Schütterle zum Erzrivalen VfB Stuttgart, mit dem er 1989 im Finale des UEFA-Pokals stand. Nach zwei Spielzeiten kehrte er zum KSC zurück und zählte dort von 1989 bis 1994 zu den Stammspielern der Mannschaft, die in der Saison 1993/94 das Halbfinale des UEFA-Pokals erreichte.
1994 wechselte Schütterle zum Ligakonkurrenten MSV Duisburg, mit dem er ein Jahr später in die Zweite Liga abstieg. Nach einer weiteren Saison beim MSV und dem Wiederaufstieg in die Bundesliga ging Schütterle 1996 für eine Saison zum oberösterreichischen Verein SV Ried, daran schlossen sich zwei Jahre beim Zweitligisten SC Fortuna Köln an, bevor er zur Saison 1999/2000 zum KSC zurückfand. 
Schütterle wurde hauptsächlich als Mittelfeldspieler eingesetzt, kam aber auch in der Abwehr zum Einsatz. Er erzielte
in 236 Bundesligaspielen 42 Tore, in der Zweiten Liga kam er auf insgesamt 156 Einsätze und 36 Tore.
Nach seiner fußballerischen Laufbahn war Schütterle, der eine Lehre als Industriekaufmann sowie ein Studium als Finanzfachwirt (FH) abgeschlossen hat, Mitglied des Verwaltungsrats. Vom 30. September 2003 bis zum 6. November 2009 war er Vizepräsident des Karlsruher SC.